# Piñonal
Piñonal es una localidad peruana ubicada en el distrito de Suyo, perteneciente a la provincia de Ayabaca del departamento de Piura, al norte del Perú. 

## Ubicación
Piñonal se ubica al norte de la provincia de Ayabaca, en el distrito de Suyo, en el departamento de Piura. Se ubica muy cerca a la frontera ecuatoriana-peruana.

## Demografía
En 2017 Piñonal tenía una población de 41 habitantes.
| Gráfica de evolución demográfica de Piñonal entre 1993 y 2017 |
|                                                               |
| Fuentes: Población 1993 y 2017                                |